# Список монархів Нідерландів

Герб Нідерландів

Коро́ль Нідерла́ндів — глава держави в Нідерландах, що здійснює управління країною відповідно до Конституції. Трон передається за спадком старшій дитині незалежно від статі. З'явився у 1815 році. З того часу в Нідерландах править Оранська династія.

## Список королів Нідерландів

### Королівство Голландія
| Портрет | Ім'я                    | Дата народження | Дата смерті | Початок правління | Кінець правління |
| ------- | ----------------------- | --------------- | ----------- | ----------------- | ---------------- |
|         | Людовик I Бонапарт      | 1778            | 1846        | 1806              | 1810             |
|         | Людовик II Голландський | 1804            | 1831        | 1810              | 1810             |

### Князівство Нідерландів
| Портрет | Ім'я                                        | Дата народження | Дата смерті    | Початок правління | Кінець правління |
| ------- | ------------------------------------------- | --------------- | -------------- | ----------------- | ---------------- |
|         | Віллем Фредерік (Принц Віллем VI Оранський) | 24 серпня 1772  | 12 грудня 1843 | 1813              | 1815             |

### Королівство Нідерландів
| Портрет | Ім'я                                                    | Дата народження | Дата смерті       | Початок правління | Кінець правління  | Джерело |
| ------- | ------------------------------------------------------- | --------------- | ----------------- | ----------------- | ----------------- | ------- |
|         | Віллем I Віллем Фредерік (Принц Віллем VI Оранський)    | 24 серпня 1772  | 12 грудня 1843    | 15 березня 1815   | 7 жовтня 1840     | [ 1 ]   |
|         | Віллем II Віллем Фредерік Георг Лодевейк                | 6 грудня 1792   | 17 березня 1849   | 7 жовтня 1840     | 17 березня 1849   | [ 2 ]   |
|         | Віллем III Віллем Александр Пауль Фредерік Лодевейк     | 17 лютого 1817  | 23 листопада 1890 | 17 березня 1849   | 23 листопада 1890 | [ 3 ]   |
|         | Вільгельміна Вільгельміна Олена Поліна Марі             | 31 серпня 1880  | 28 листопада 1962 | 23 листопада 1890 | 4 вересня 1948    | [ 4 ]   |
|         | Юліана Юліана Емма Луїза Марі Вільгельміна              | 30 квітня 1909  | 20 березня 2004   | 4 вересня 1948    | 30 квітня 1980    | [ 5 ]   |
|         | Беатрікс Беатрікс Вільгельміна Армгард                  | 31 січня 1938   |                   | 30 квітня 1980    | 30 квітня 2013    | [ 6 ]   |
|         | Віллем-Олександр Віллем-Александр Клаус Георг Фердинанд | 27 квітня 1967  |                   | 30 квітня 2013    |                   | [ 7 ]   |